# پدران آدم
پدران آدم نام داستان کوتاهی از صادق هدایت  است که در مجموعه داستان کوتاه سایه‌روشن  به چاپ رسیده‌ است. در این داستان، نویسنده با دستمایه قرار دادن موضوع تکامل انسان و تبدیل جامعه میمون‌ها به انسان در زمان‌های گذشته، ماجرای عشق دو میمون - انسان را پیش روی خواننده قرار می‌دهد.